# Bray Vale British Cemetery
Bray Vale British Cemetery is een Britse militaire begraafplaats met gesneuvelden uit de Eerste Wereldoorlog, gelegen in de Franse gemeente Bray-sur-Somme (departement Somme). De begraafplaats werd ontworpen door Arthur Hutton en ligt aan een landweg op 1,8 km ten noorden van het centrum van Bray (Église Saint-Nicolas). De begraafplaats ligt hoger dan het straatniveau en wordt behalve aan de straatkant afgebakend door een natuurstenen muur. Twee symmetrische trappartijen (10 treden) leiden naar het terrein met de graven, dat op zich ook bestaat uit twee niveaus verbonden door een trap met 9 treden. Het Cross of Sacrifice staat achteraan tussen twee identieke schuilgebouwtjes met een zitbank. De begraafplaats wordt onderhouden door de Commonwealth War Graves Commission. 
Er liggen 279 doden begraven waaronder 172 niet geïdentificeerde.
Op het grondgebied van de gemeente liggen ook nog de Britse militaire begraafplaatsen Bray Military Cemetery, Bray Hill British Cemetery en Bronfay Farm Military Cemetery.

## Geschiedenis
Bray-sur-Somme viel in maart 1918 in Duitse handen, maar werd op 24 augustus door het 40th Australian Battalion heroverd. De begraafplaats (ooit Bray No.2 British Cemetery genoemd) bestond oorspronkelijk uit de 25 graven (van augustus 1918) in perk II, rij A, maar kort na de wapenstilstand werd ze uitgebreid door concentratie met graven uit de omgeving. In 1923 werd de ruimte tussen het oorspronkelijk deel en de weg, nu perken III en IV, aangelegd met graven die voornamelijk afkomstig waren van de slagvelden rond Thiepval en Courcelette in 1916.
Onder de geïdentificeerde doden zijn er 94 Britten en 13 Australiërs.

### Onderscheiden militairen
- Alfred Gordon Farleigh, luitenant bij de Australian Infantry, A.I.F. werd onderscheiden met het Military Cross (MC).
- de sergeanten John Burke (Australian Infantry, A.I.F.), en F. Maidment (London Regiment), schutter Georges Atwill Tietjen (London Regiment (The Rangers)) en soldaat E.J. Rudd (London Regiment) werden onderscheiden met de Military Medal (MM).